# Melanargia scolis
Melanargia scolis är en fjärilsart som beskrevs av Hans Fruhstorfer 1917. Melanargia scolis ingår i släktet Melanargia och familjen praktfjärilar. Inga underarter finns listade i Catalogue of Life.